# Wybory parlamentarne w Nowej Zelandii w 2005 roku
Wybory parlamentarne w Nowej Zelandii odbyły się na terytorium Nowej Zelandii 17 września 2005 roku. Zwyciężyła rządząca partia premier Helen Clark – Nowozelandzka Partia Pracy, która utraciła jednak jeden mandat w parlamencie. Tuż za nią uplasowała się opozycyjna Nowozelandzka Partia Narodowa Dona Brasha, która zyskała najwięcej bo aż 22 dodatkowych mandatów. Sukces odniosła również nowa partia na scenie politycznej Partia Māori, która otrzymała w nowym parlamencie 4 mandaty.

## Wyniki wyborów
|  | Partia                                  | Głosy     | Procent (zmiana) | Procent (zmiana) | Mandaty (zmiana) | Mandaty (zmiana) | % mandatów |
|  | --------------------------------------- | --------- | ---------------- | ---------------- | ---------------- | ---------------- | ---------- |
|  | Nowozelandzka Partia Pracy              | 832.425   | 40,7             | -0,6%            | 50               | -1               | 41,0%      |
|  | Nowozelandzka Partia Narodowa           | 809.674   | 39,6%            | +18,5            | 48               | +21              | 40,2%      |
|  | Nowozelandzka Pierwsza Partia           | 119.336   | 5,8%             | -4,6             | 7                | -6               | 5,7%       |
|  | Nowozelandzka Partia Zielonych Aotearoa | 103.617   | 5,1%             | -1,9             | 6                | -3               | 4,9%       |
|  | Partia Māori                            | 40.488    | 2,0%             | -                | 4                | +3               | 3,3%       |
|  | Zjednoczona Przyszłość Nowej Zelandii   | 55.605    | 2,7%             | -4,0             | 3                | -5               | 2,5%       |
|  | ACT Nowa Zelandia                       | 31.074    | 1,5%             | -5,6             | 2                | -7               | 1,6%       |
|  | Nowozelandzka Partia Postępowa          | 24.624    | 1,2%             | -0,5             | 1                | -1               | 0,8%       |
|  | Inne                                    | 26.299    | 1,4%             | -                | -                | -                | -          |
|  | Razem                                   | 2.043.142 | 100,0%           | -                | 121              | -                | 100,0%     |

## Analiza sytuacji politycznej
Partia Pracy w koalicji z Partią Zielonych oraz Partią Postępową mają razem 57 mandatów, a do większości w parlamencie potrzebne jest 62 głosy, dlatego też koalicjanci będą szukać partnera wśród mniejszych partii. Najbardziej realnym wariantem może się okazać sojusz koalicji rządowej z Pierwszą Nową Zelandią oraz Zjednoczoną Przyszłością.